# Browar Scobla w Gliwicach
Browar Scobla w Gliwicach (niem. Löwenbier-Brauerei Hugo Scobel) – nieistniejący browar z restauracją i piwiarnią, funkcjonujący w Gliwicach, przy ul. Piwnej w latach 1894-1945.

## Historia
Hugo Scobel wybudował swój browar w końcu XIX wieku. Nabył starszy zakład, który stał przy placu Piastów, a także tereny z nim sąsiadujące, na których powstał nowy browar. W 1894 zaczął działalność pod nazwą Löwenbier-Brauerei Hugo Scobel. Przy browarze otworzył piwiarnię o nazwie Scobel Restaurant. Stopniowo zakład rozrastał się i unowocześniał, a w 1906 był największym browarem w Gliwicach. Szczególnie popularne było piwo dolnej fermentacji Gleiwitzer Löwenbräu, które pozostawało w dystrybucji od lat 90. XIX wieku. Sprzedawano je na całym Górnym Śląsku. Z czasem asortyment zaczęto eksportować również poza granice ówczesnych Niemiec. Piwa Scobla zdobyły nagrody m.in. na Międzynarodowej Wystawie Artykułów Spożywczych i Przemysłowych w Londynie (1903, złoty medal) oraz na Wystawie Uzdrowisk w Wiedniu. Również restauracja cieszyła się dużą popularnością, tak że w 1910 otwarto rozbudowany kompleks pod nazwą Scobel Keller (restauracja i piwiarnia), który w 1933 rozwinął się do dwóch osobnych lokali. O miejscu tym bardzo pozytywnie wyrażał się m.in. pisarz Horst Bienek.
W 1927 browar warzył 60.000 hektolitrów piwa rocznie. W styczniu 1945, właściciel zakładu, Heinrich Scobel uciekł z Gliwic. Po wkroczeniu do miasta sowietów obiekty okradziono i podpalono. Potem nie wznowiono tutaj produkcji piwa. W części zabudowań funkcjonowały lokale gastronomiczne: Czerwony Październik i Bar Śląski. W 1999 część budynków przebudowano na centrum handlowo-usługowe Stary Browar (historyczny budynek browaru z restauracją i pomieszczeniami handlowo-produkcyjnymi ma łączną powierzchnię użytkową 2888 m²).